# Alexei Pawlowitsch Okladnikow

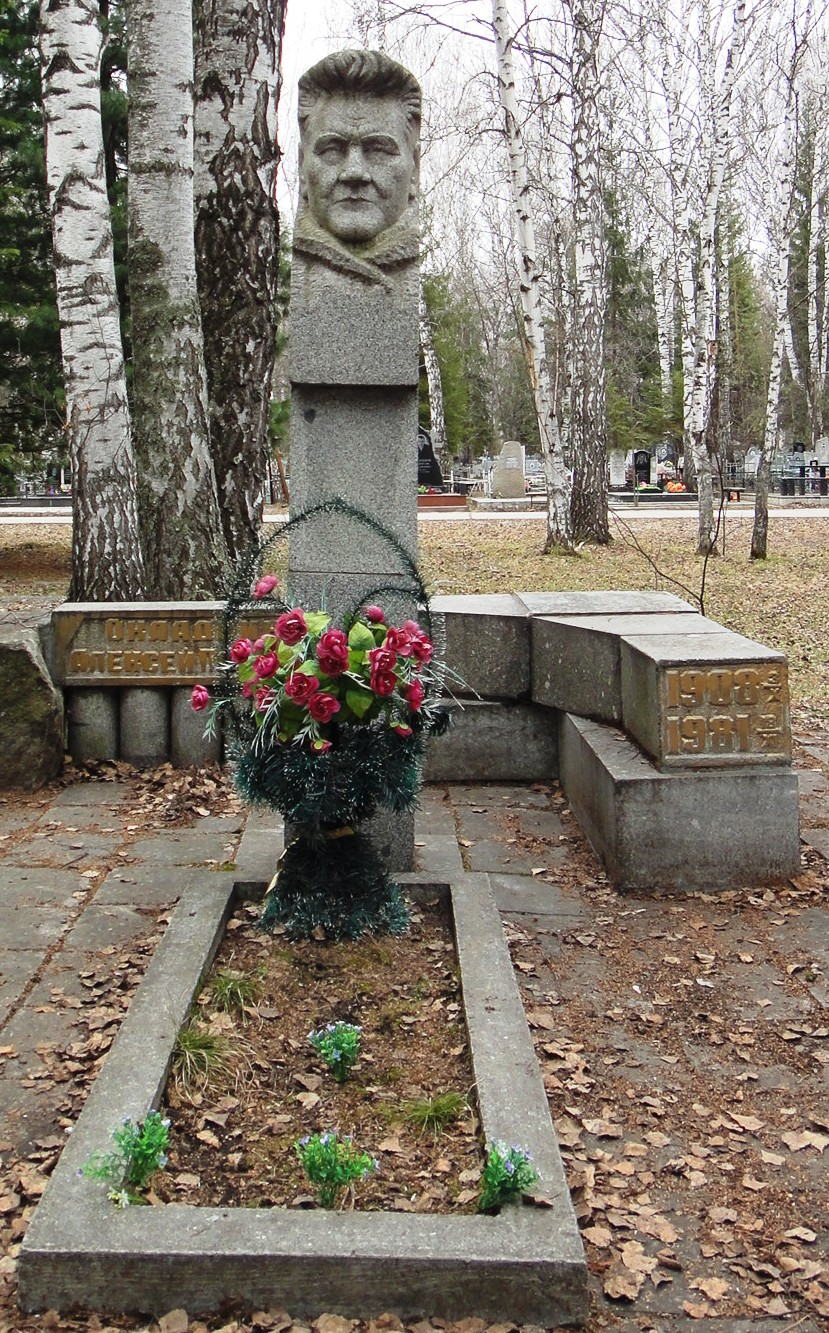
Grab von Alexei Okladnikow in Nowosibirsk

Alexei Pawlowitsch Okladnikow (russisch Алексей Павлович Окладников; * 20. Septemberjul. / 3. Oktober 1908greg. in Konstantinowschtschina, heute Distrikt Schigalowski, Oblast Irkutsk; † 18. November 1981 in Nowosibirsk) war ein russischer Archäologe, Historiker und Ethnograph.

## Leben
1938–1961 arbeitete  Okladnikow in der Leningrader Abteilung des Moskauer Instituts für Archäologie der Akademie der Wissenschaften der UdSSR (seit 1991 St. Petersburger Institut für Geschichte der Materiellen Kultur der Russischen Akademie der Wissenschaften). Er lehrte auch an Hochschulen in Leningrad und Nowosibirsk. Zu seinen Schülern gehörten Soja Alexandrowna Abramowa, Olga Djakowa, Walentina Kosenkowa, Swetlana Fedossejewa und Sergei Astachow.
Ab 1962 war er Professor für Geschichte an der 1959 gegründeten Staatlichen Universität Nowosibirsk. Seit dem 26. Juni 1964 war er korrespondierendes Mitglied, ab 26. November 1968 Mitglied der sowjetischen Akademie der Wissenschaften. 1973 wurde er zum korrespondierenden Mitglied der British Academy gewählt.
Okladnikow wurde zweimal (1950 und 1973) mit dem Staatspreis der UdSSR sowie mit dem Leninorden ausgezeichnet. 1978 wurde er Held der sozialistischen Arbeit. Seinen Namen trägt die Okladnikow-Höhle im Altai.
Zu seinen Ausgrabungen gehört das neolithische Dorf Kondon in Ostsibirien, wonach die Kondon-Kultur benannt wurde.
Die Kunsthistorikerin Jelena Okladnikowa ist Okladnikows Tochter.

## Werke (Auswahl)
- Der Hirsch mit dem goldenen Geweih (russisch Олень Золотые Рога, 1964). Dt. Ausgabe Wiesbaden 1972
- Alexei Okladnikov: The Soviet Far East in antiquity. An archaeological and historical study of the maritime region of the U.S.S.R. University of Toronto Press, 1965
- Alexei Okladnikov: Art of the Amur: Ancient Art of the Russian Far East. New York, 1982.